# بخش اوروو
بخش اوروو (به فرانسوی: Arrondissement d'Évreux) یک بخش در فرانسه است که در شهرستان اور واقع شده‌است.